# ロッキー・マウンテン航空217便墜落事故
ロッキー・マウンテン航空217便墜落事故（ロッキー・マウンテンこうくう217びんついらくじこ、英語: Rocky Mountain Airways Flight 217）は、1978年12月4日にコロラド州スチームボート・スプリングスで発生した航空事故である。スチームボート・スプリングス空港からステープルトン国際空港へ向かっていたロッキー・マウンテン航空217便（デ・ハビランド・カナダ DHC-6-300）が離陸直後に墜落し、乗員乗客22人中2人が死亡した。217便の事故はバッファロー峠の奇跡（英語: Miracle on Buffalo Pass）と称されている。

## 飛行の詳細

### 事故機
事故機のデ・ハビランド・カナダ DHC-6-300（N25RM）は1973年に製造された機材だった。2基のプラット・アンド・ホイットニー・カナダ PT6A-27ターボプロップエンジンを搭載しており、総飛行時間は15,145時間だった。

### 乗員
機長は29歳の男性で、1974年9月16日にロッキー・マウンテン航空へ入社した。総飛行時間は7,340時間で、3,904時間がDHC-6によるものだった。
副操縦士は34歳の男性で、1978年6月5日にロッキー・マウンテン航空へ入社した。総飛行時間は3,816時間で、320時間がDHC-6によるものだった。事故後、副操縦士はパイロットの職に復帰した。

## 事故の経緯

### 事故前の飛行
機長と副操縦士はステープルトン国際空港発グランビー・グランド郡空港経由スチームボート・スプリングス空港行きの212便に乗務し、MDT14時22分頃にステープルトン国際空港を離陸した。しかし離陸後、強風の影響で飛行継続を断念し、空港へ引き返した。また、スチームボート・スプリングス空港行きの216便の乗務時にも強風の影響で、ステープルトン国際空港からの離陸が遅延した。18時21分、216便はスチームボート・スプリングス空港へ着陸し、機長は11,000フィート (3,400 m)から15,000フィート (4,600 m)で深刻な着氷が発生したことを報告した。また、機長はロッキー・マウンテン航空のディスパッチャーに着氷条件について報告したものの、後続便の着陸は可能だと考えていた。副操縦士は後の聞き取り調査で、飛行時間は2時間と長かったものの乱気流はなく、着氷以外は問題なかったと証言した。

### 墜落まで
217便はスチームボート・スプリングス空港からステープルトン国際空港へ向かう国内定期旅客便だった。予定では217便は16時45分に離陸を行う予定であったが、前述の通り216便の到着が遅れたため遅延が発生した。フライト・プランによれば離陸後に高度17,000フィート (5,200 m)まで上昇し、計器飛行方式（IFR）で飛行を行う予定だった。離陸前の点検で、機長と副操縦士は主翼への着氷を確認し、手で氷を払ったものの、除氷作業は要求しなかった。
18時55分、217便はスチームボート・スプリングス空港を離陸した。機体は13,000フィート (4,000 m)まで上昇したが、通常の上昇推力、対気速度ではそれ以上高度を得ることが出来なかった。雲の中に入ると激しい着氷に見舞われたが除氷装置は正常に作動し、プロペラやフロントガラスの氷は除去されているようだった。19時14分、パイロットは管制官にスチームボート・スプリングス空港へ引き返すことを伝え、管制官はこれを許可した。19時22分、パイロットは激しい着氷のため引き返すと言い、他の便に着陸を試みないよう伝えた。19時39分、パイロットは高度の維持が困難であることを知らせた。この時乗客はパイロットが空港へ引き返そうとしていることに気づいていなかった。
機長はエンジンを最大出力にしたが、13,000フィート (4,000 m)を維持することが出来なかった。フラップを展開することで11,600フィート (3,500 m)で降下を抑えることが出来たが、対気速度は90 - 100ノット (170 - 190 km/h)まで低下した。さらに深刻な着氷に見舞われた217便は毎分800 - 1,000フィート (240 - 300 m)の降下率で高度を失い始めた。墜落の直前、副操縦士は地表を目視し、機長に右へ旋回するよう伝えた。19時45分頃、217便の右翼が送電線に接触した。パイロットは暗闇を避けるように機体を操縦し、217便は岩場に囲まれた雪原に墜落した。機体は大きな木々には衝突せず、ある程度の原形を保っていた。横倒しになっていたが、搭乗口側が上になっていたため複数の乗客は機外に脱出した。

### 救助活動
墜落と同時刻にウォールデン (コロラド州)への電力供給が不安定になったことから、救助隊はウォールデン近郊の送電線に217便が接触した可能性があると考えた。ウォールデン (コロラド州)近郊のキャンプ場に救助拠点が設置された。救助隊が残骸に到着したのは翌15日の7時45分頃だった。乗員乗客の救助が完了するまでには4時間を要し、一連の救助活動の様子は同行したテレビ局のカメラマンによって記録された。副操縦士は雪に埋もれたコックピットの中に2時間以上閉じ込められたが、生還した。
墜落によって搭乗していた森林局の女性職員1人が死亡し、機長も事故の3日後に病院で死亡した。

## 事故調査

### 気象条件
事故当時の気象情報から、スチームボート・スプリングス付近で山岳波が発生していたことが判明した。地上での強風は付近に山岳波が存在する兆候だとされているが、スチームボート・スプリングスでは微風または無風しか観測されていなかった。これは上空に発生していた逆転層による影響であるとみられている。
離陸前、副操縦士は主翼の氷を手で払っていたが、主翼前面などには多量の着氷が存在したと推測されている。しかし、この着氷は墜落を引き起こすほどではなかったと推測されている。DHC-6では、着氷条件下にあったとしても最大上昇推力で19,500フィート (5,900 m)を維持できるはずだった。しかし、多量の着氷による抗力の増加と強い下降気流による影響で高度を維持することは困難な状況であった。NTSBは機長が空港へ引き返すと決定した時点で墜落を避けることは出来なかったと結論づけた。

### パイロットの行動
機長は着氷や強風については認識していたが、激しい着氷によって山岳波による影響が認識しづらかったため、山岳波については気づいていなかったと考えられる。また、前述の通り逆転層によって地上付近の風速から山岳波の発生を認識することは出来無かった。報告書では機長の「離陸する」という決定についても指摘されている。事故以前の飛行で強風や激しい着氷について認知していたにもかかわらず、機長は飛行継続を決定した。ロッキー・マウンテン航空は「激しい着氷条件に見舞われる事が予想される場合、機長が気象条件の変化またはその後の観測状況によって飛行可能であると決定できる正当な理由がある場合を除いて飛行を取りやめること」と指示していた。NTSBは機長が激しい着氷条件下での飛行も経験していたことから事故当時の着氷条件では飛行可能であると考え、計画通りに飛行を継続したと結論づけた。

### 事故原因
NTSBは機体への着氷、駐機中に付着した氷、強い下降気流が機体の上昇性能を著しく損なわせたと結論づけた。また、事故の要因として飛行困難な気象条件にもかかわらず飛行を継続するとした機長の決定を挙げた。

## 事故後
事故後、スチームボート・スプリングス空港からの出発手順が変更され、高度を得てから山越えを行う経路となった。2009年3月、副操縦士と乗客らはウィングス・オーバー・ザ・ロッキーズ航空宇宙博物館で救助隊員らと再会した。